# Nice and slow (nummer van Jesse Green)
Nice and slow is een lied geschreven door Ken Gibson. Het werd in 1976 tweemaal uitgegeven. Er zijn versies bekend van Shawn Elliott (onder zijn pseudoniem Santiago) en Jesse Green.

## Santiago
Een relatief lange versie werd op 12-inch-single uitgebracht door de van oorsprong zijnde acteur Shawn Elliott, eerder bekend van het calypsonummer Shame and scandal (1964) Hij gebruikte voor Nice and slow en zijn elpee Mr. Love de schuilnaam Santiago (zijn werkelijke achternaam). Het werd geen succes.

## Jesse Green
Nice and slow is ook een single van Jesse Green. Het is afkomstig van zijn album Nice and slow. Het was naast opvolger Flip de enige hitsingle van deze Jamaicaan in Nederland. In België werden beide plaatjes nog opgevolgd door Will you, won’t you als hit. In Engeland werd Flip gevolgd door Come with me. Uiteindelijk zou Nice and slow (de single) 3 miljoen keer de toonbak overgaan. Het haalde in België en Nederland de eerste plaats in de hitparade. In het Verenigd Koninkrijk stond het plaatje 12 weken genoteerd met als hoogste plaats nummer 17. Naast de genoteerde hitlijsten verkocht het plaatje ook goed in Italië, Spanje en Frankrijk. In de Verenigde Staten haalde het de nummer 1-positie in de Discolijst van Billboard. 

### Hitnoteringen

#### Nederlandse Top 40
| Hitnotering: 03-07-1976 t/m 18-09-1976 | Hitnotering: 03-07-1976 t/m 18-09-1976 | Hitnotering: 03-07-1976 t/m 18-09-1976 | Hitnotering: 03-07-1976 t/m 18-09-1976 | Hitnotering: 03-07-1976 t/m 18-09-1976 | Hitnotering: 03-07-1976 t/m 18-09-1976 | Hitnotering: 03-07-1976 t/m 18-09-1976 | Hitnotering: 03-07-1976 t/m 18-09-1976 | Hitnotering: 03-07-1976 t/m 18-09-1976 | Hitnotering: 03-07-1976 t/m 18-09-1976 | Hitnotering: 03-07-1976 t/m 18-09-1976 | Hitnotering: 03-07-1976 t/m 18-09-1976 | Hitnotering: 03-07-1976 t/m 18-09-1976 | Hitnotering: 03-07-1976 t/m 18-09-1976 |
| Week:                                  | 1                                      | 2                                      | 3                                      | 4                                      | 5                                      | 6                                      | 7                                      | 8                                      | 9                                      | 10                                     | 11                                     | 12                                     |                                        |
| -------------------------------------- | -------------------------------------- | -------------------------------------- | -------------------------------------- | -------------------------------------- | -------------------------------------- | -------------------------------------- | -------------------------------------- | -------------------------------------- | -------------------------------------- | -------------------------------------- | -------------------------------------- | -------------------------------------- | -------------------------------------- |
| Positie:                               | 20                                     | 15                                     | 4                                      | 2                                      | 1                                      | 1                                      | 2                                      | 5                                      | 8                                      | 13                                     | 36                                     | 39                                     | uit                                    |

#### NederlandseSingle Top 100
| Hitnotering: 03-07-1976 t/m 11-09-1976 | Hitnotering: 03-07-1976 t/m 11-09-1976 | Hitnotering: 03-07-1976 t/m 11-09-1976 | Hitnotering: 03-07-1976 t/m 11-09-1976 | Hitnotering: 03-07-1976 t/m 11-09-1976 | Hitnotering: 03-07-1976 t/m 11-09-1976 | Hitnotering: 03-07-1976 t/m 11-09-1976 | Hitnotering: 03-07-1976 t/m 11-09-1976 | Hitnotering: 03-07-1976 t/m 11-09-1976 | Hitnotering: 03-07-1976 t/m 11-09-1976 | Hitnotering: 03-07-1976 t/m 11-09-1976 | Hitnotering: 03-07-1976 t/m 11-09-1976 | Hitnotering: 03-07-1976 t/m 11-09-1976 |
| Week:                                  | 1                                      | 2                                      | 3                                      | 4                                      | 5                                      | 6                                      | 7                                      | 8                                      | 9                                      | 10                                     | 11                                     |                                        |
| -------------------------------------- | -------------------------------------- | -------------------------------------- | -------------------------------------- | -------------------------------------- | -------------------------------------- | -------------------------------------- | -------------------------------------- | -------------------------------------- | -------------------------------------- | -------------------------------------- | -------------------------------------- | -------------------------------------- |
| Positie:                               | 20                                     | 9                                      | 4                                      | 2                                      | 2                                      | 1                                      | 2                                      | 10                                     | 13                                     | 23                                     | 26                                     | uit                                    |

#### VlaamseRadio 2 Top 30
| Hitnotering: 17-07-1976 t/m 02-10-1976 | Hitnotering: 17-07-1976 t/m 02-10-1976 | Hitnotering: 17-07-1976 t/m 02-10-1976 | Hitnotering: 17-07-1976 t/m 02-10-1976 | Hitnotering: 17-07-1976 t/m 02-10-1976 | Hitnotering: 17-07-1976 t/m 02-10-1976 | Hitnotering: 17-07-1976 t/m 02-10-1976 | Hitnotering: 17-07-1976 t/m 02-10-1976 | Hitnotering: 17-07-1976 t/m 02-10-1976 | Hitnotering: 17-07-1976 t/m 02-10-1976 | Hitnotering: 17-07-1976 t/m 02-10-1976 | Hitnotering: 17-07-1976 t/m 02-10-1976 | Hitnotering: 17-07-1976 t/m 02-10-1976 | Hitnotering: 17-07-1976 t/m 02-10-1976 |
| Week:                                  | 1                                      | 2                                      | 3                                      | 4                                      | 5                                      | 6                                      | 7                                      | 8                                      | 9                                      | 10                                     | 11                                     | 12                                     |                                        |
| -------------------------------------- | -------------------------------------- | -------------------------------------- | -------------------------------------- | -------------------------------------- | -------------------------------------- | -------------------------------------- | -------------------------------------- | -------------------------------------- | -------------------------------------- | -------------------------------------- | -------------------------------------- | -------------------------------------- | -------------------------------------- |
| Positie:                               | 10                                     | 6                                      | 4                                      | 1                                      | 2                                      | 1                                      | 1                                      | 5                                      | 9                                      | 10                                     | 26                                     | 18                                     | uit                                    |

#### NPO Radio 2 Top 2000
| Nummer met noteringen in de NPO Radio 2 Top 2000 | '00  | '01  |
| ------------------------------------------------ | ---- | ---- |
| Nice and slow                                    | 1945 | 1973 |

1. ↑  Een vetgedrukt getal geeft de hoogste notering aan.
2. ↑  2000 was het eerste jaar met een notering voor dit nummer.
3. ↑  Deze tabel is bijgewerkt tot en met de laatste editie (2024).